# Chili aux Jeux olympiques d'hiver de 2022
Le Chili participe aux Jeux olympiques d'hiver de 2022 à Pékin en Chine du 4 février 2022 au 20 février 2022.

## Athlètes engagés
| Sport           | Hommes | Femmes | Total |
| --------------- | ------ | ------ | ----- |
| Ski acrobatique | 0      | 1      | 1     |
| Ski alpin       | 1      | 1      | 2     |
| Ski de fond     | 1      | 0      | 1     |
| Total           | 2      | 2      | 4     |

## Résultats

### Ski acrobatique
| Athlète         | Épreuve | Qualification | Qualification | Qualification | Qualification | Qualification | Finale   | Finale   | Finale   | Finale   | Finale   |
| Athlète         | Épreuve | Course 1      | Course 2      | Course 3      | Meilleur      | Rang          | Course 1 | Course 2 | Course 3 | Meilleur | Rang     |
| --------------- | ------- | ------------- | ------------- | ------------- | ------------- | ------------- | -------- | -------- | -------- | -------- | -------- |
| Dominique Ohaco | Femmes  | 60,25         | 11,25         | 66,25         | 126,50        | 16e           | Éliminée | Éliminée | Éliminée | Éliminée | Éliminée |

| Athlète         | Épreuve | Qualification | Qualification | Qualification | Qualification | Finale   | Finale   | Finale   | Finale   | Finale   |
| Athlète         | Épreuve | Course 1      | Course 2      | Meilleur      | Rang          | Course 1 | Course 2 | Course 3 | Meilleur | Rang     |
| --------------- | ------- | ------------- | ------------- | ------------- | ------------- | -------- | -------- | -------- | -------- | -------- |
| Dominique Ohaco | Femmes  | 17,28         | 44,85         | 44,85         | 22e           | Éliminée | Éliminée | Éliminée | Éliminée | Éliminée |

### Ski alpin
| Athlète          | Épreuve  | 1re manche    | 1re manche  | 2e manche   | 2e manche   | Total         | Total   |
| Athlète          | Épreuve  | Temps         | Rang        | Temps       | Rang        | Temps         | Rang    |
| ---------------- | -------- | ------------- | ----------- | ----------- | ----------- | ------------- | ------- |
| Henrik von Appen | Super G  | Non disputé   | Non disputé | Non disputé | Non disputé | 1 min 23 s 55 | 27e     |
| Henrik von Appen | Descente | Non disputé   | Non disputé | Non disputé | Non disputé | 1 min 47 s 69 | 32e     |
| Henrik von Appen | Combiné  | 1 min 46 s 51 | 18e         | Abandon     | Abandon     | Abandon       | Abandon |

| Athlète         | Épreuve      | 1re manche   | 1re manche | 2e manche    | 2e manche | Total         | Total    |
| Athlète         | Épreuve      | Temps        | Rang       | Temps        | Rang      | Temps         | Rang     |
| --------------- | ------------ | ------------ | ---------- | ------------ | --------- | ------------- | -------- |
| Emilia Aramburo | Slalom       | Abandon      | Abandon    | Éliminée     | Éliminée  | Éliminée      | Éliminée |
| Emilia Aramburo | Slalom géant | 1 min 7 s 71 | 49e        | 1 min 8 s 61 | 44e       | 2 min 16 s 32 | 42e      |

### Ski de fond
| Athlète                  | Épreuve         | Temps         | Rang |
| ------------------------ | --------------- | ------------- | ---- |
| Yonathan Jesús Fernández | 15 km classique | 50 min 36 s 6 | 91e  |